# Fratelli Moscardini
I fratelli Moscardini (Tonino, Silvio, Roberto ed Andrea) sono quattro martiri della guerra di liberazione italiana. Il padre Francesco all'inizio del XX secolo gestisce il mulino Formigliaro in località Manzolino, nel comune di Castelfranco Emilia (MO), insieme alla moglie Maria Luigia Dallari.
Morirono per mani diverse: Roberto venne assassinato dai fascisti, Silvio dai partigiani, Andrea dai tedeschi e Tonino dagli Alleati. Oltre a loro vanno ricordati la sorella Anna Maria, staffetta partigiana (sopravvissuta) e Guerrino, l'unico fratello maschio rimasto vivo, pur avendo vissuto la tragica esperienza del campo di concentramento nazista.
Nel sacrario del vecchio cimitero del paese i quattro fratelli Moscardini riposano insieme agli altri caduti durante la Resistenza.

## Roberto
Roberto Moscardini (Lupo) alla fine del luglio 1944 diventa comandante partigiano della IV zona, che comprendeva i settori di Gaggio, Castelfranco centro, Manzolino e Piumazzo. Cadde il 4 ottobre 1944 per difendere i compagni.

## Silvio
Prima di Roberto, il 15 giugno del 1944, era caduto suo fratello Silvio, di ventisei anni. Insieme ad altri tredici agenti della polizia ausiliaria disertò dall'Accademia di Modena. Con una lettera ufficiale del CLN (Comitato di Liberazione Nazionale) che ne attestava l'assoluta estraneità alle milizie repubblichine, stavano raggiungendo Montefiorino guidati da una staffetta. La brigata del Comandante Nello li accerchiarono e li sottoposero ad un sommario processo. Li ammazzarono insieme alla staffetta, credendoli questurini. Poco tempo dopo il comandante Nello, suo fratello, il Fotografo e il Marinaio furono arrestati e fucilati su decisione del Comando di Divisione partigiano di Montefiorino perché, oltre a quel terribile eccidio, si erano distinti per altre azioni più definibili di brigantaggio che di lotta partigiana.

## Andrea
Andrea Moscardini venne fucilato, dopo essere stato torturato, il 10 febbraio 1945 a Bologna, nei pressi della Stazione di San Ruffillo, insieme ad altri novanta partigiani. Venne preso, insieme alla sorella Anna Maria, staffetta partigiana che ebbe salva la vita, durante i rastrellamenti nazifascisti effettuati nella zona di Castelfranco il 18 e il 22 gennaio 1945.

## Tonino
Tonino Moscardini, il primogenito che gestiva il mulino Valbona sito tra Sant'Agata Bolognese e la frazione Crocetta di Crevalcore (BO), venne ucciso da un aereo alleato mentre in bicicletta si recava a San Giovanni in Persiceto per prestare soccorso alla cognata che abitava in quella cittadina appena bombardata.